# Сокомпа
Соко́мпа (ісп. Socompa) — стратовулкан на кордоні чилійського регіону Антофаґаста і аргентинської провінції Сальта. Вулкан являє собою великий комплекс, відомий відкладеннями, що утворилися внаслідок зсувів, що є найкраще збереженим прикладом подібних відкладень. До вулкана досить важко дістатися, що, проте, можливо як з півночі, від перевалу Місканті, так і з заходу, від мідної шахти Ескондіда.